# Marino Baždarić
Marino Baždarić, né le 25 novembre 1978, à Rijeka, en République socialiste de Croatie, est un joueur croate de basket-ball. Il évolue au poste d'ailier.

## Palmarès
- Coupe de Slovénie 2003, 2005
- Coupe de Croatie 2012